# Sương sâm
Dây sương sâm còn gọi là Sương sâm trơn, dây xanh leo, dây xanh ba nhị, xanh tam, sâm sâm (danh pháp khoa học Tiliacora triandra); là một loài thực vật có hoa có nguồn gốc bản địa tại Đông Nam Á và được dùng trong ẩm thực của một số quốc gia như Thái Lan, Lào, Việt Nam. Tiếng Lào gọi cây này bai yanang hay bai ya nang (có nghĩa là "lá yanang"), hoặc đơn giản là yanang hay ya nang (ย่านาง). Danh hiệu này là tên gọi phổ biến nhất ở phương Tây.

## Mô tả
Sương sâm là loài dây leo, thân có lông mịn nhưng có có khi nhẵn không lông. Lá màu lục thẫm, có phiến xoan, dài 6–11 cm, rộng 2–4 cm, gân ở gốc 3-5, gân phụ 2-3 cặp, cuống 5-20 mm. Cụm hoa ở nách lá hay ở thân già, có lông mịn; hoa đực màu vàng, cánh hoa 5-6, nhị 3; hoa cái có 6 cánh hoa, 8-9 lá noãn. Quả hạch đỏ, dài 7–10 mm, rộng 6–7 mm.
Mùa hoa quả thường từ tháng 12 đến tháng 6.

## Phân bố
Sương sâm có ở Campuchia, Lào, Thái Lan, Việt Nam. Chúng thường mọc trong rừng, trên núi đá vôi, tới độ cao 300 m.

## Công dụng
Trong ẩm thực Lào và Isan (đông bắc Thái Lan), lá sương sâm được dùng để làm món keng noh mai som (tiếng Thái: แกงหน่อไม้ส้ม, một món lẩu chua bao gồm măng, ớt...
Tại Việt Nam, lá sương sâm được dùng làm thạch và rau ăn. Chỉ cần xay, giã nát một lượng loại lá tươi sương sâm với một lượng nước lọc nguội nhất định, lọc lược sạch, để một hai giờ, chất nước màu xanh này sẽ sệt lại. Theo kinh nghiệm, sương sâm có hai loại là sương sâm lông (lá và dây có lông tơ mịn) và sương sâm lá láng (lá trơn nhẵn, không lông), trong đó sương sâm lông cho thạch đông mịn và ngon hơn sương sâm láng.
Ở Campuchia, người ta dùng lá để ăn với món lẩu Samlo; lá cũng được phối hợp với các vị thuốc khác để chế biến thành thuốc để điều trị bệnh lỵ. Ở Thái Lan, người ta dùng rễ sương sâm làm thuốc chống sốt.
Ngoài ra, ở Trung Quốc và vùng Đông Nam Á còn có một loài dây leo có tên khoa học là Cyclea barbata (Wall.) được gọi là sương sâm rừng hay sương sâm lông có lá hình quả tim và có lông, cũng có tác dụng làm thức uống và làm thuốc như cây sương sâm trơn. Loài này phân bố rộng hơn loài sương sâm trơn .

## Ảnh

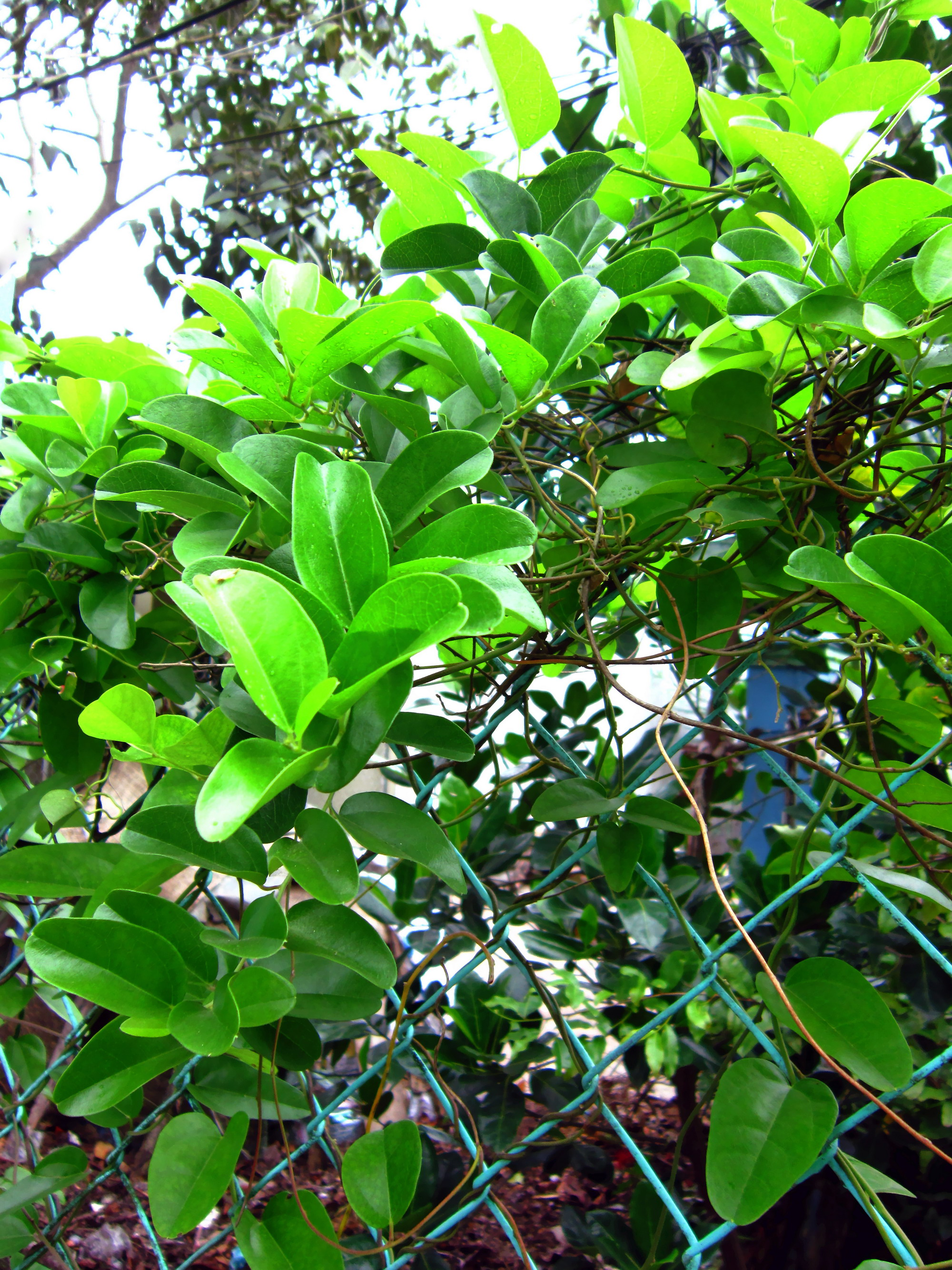
Dây sương sâm (lá trơn) leo hàng rào.
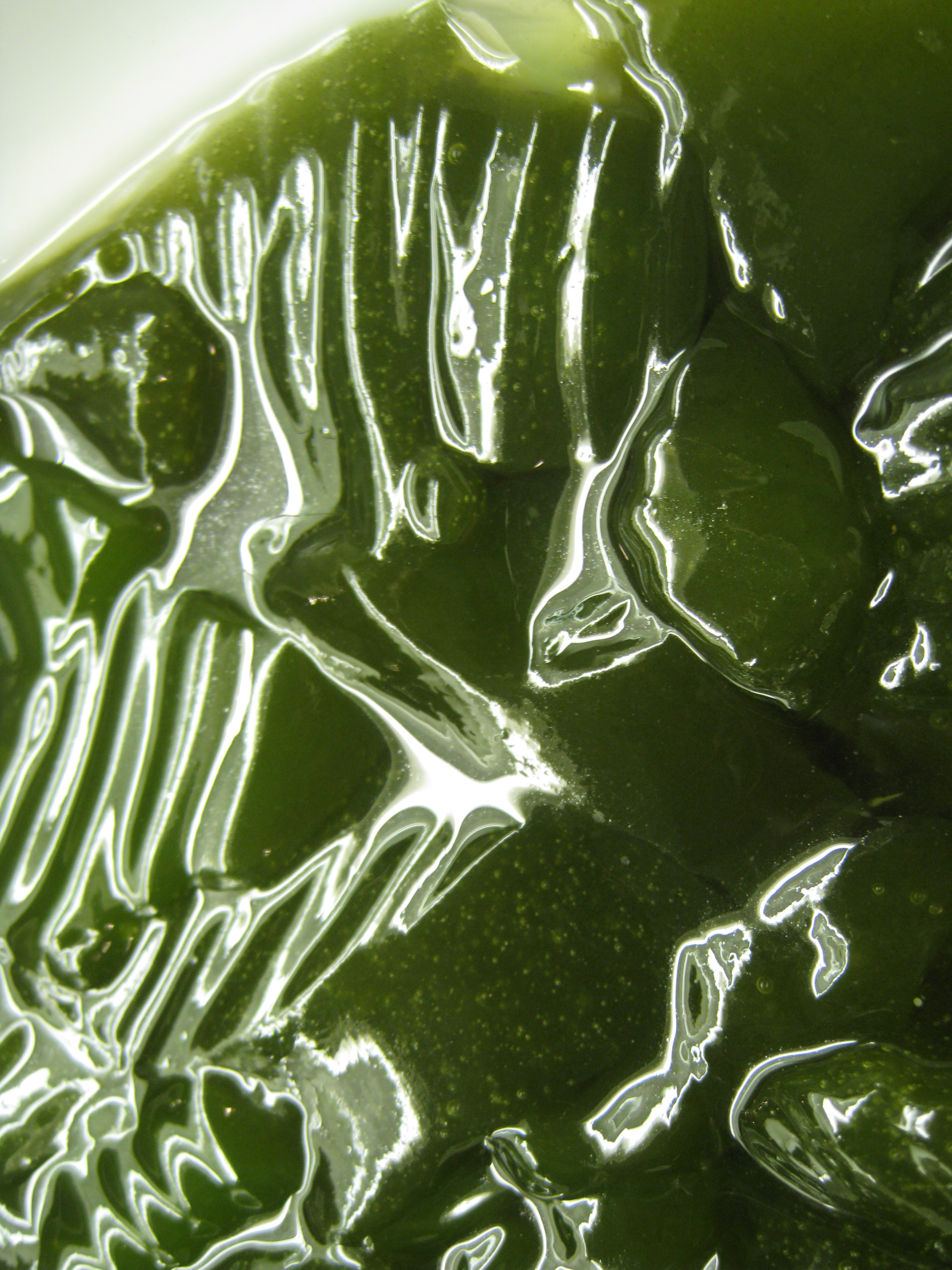
Một khối thạch sương sâm màu xanh.
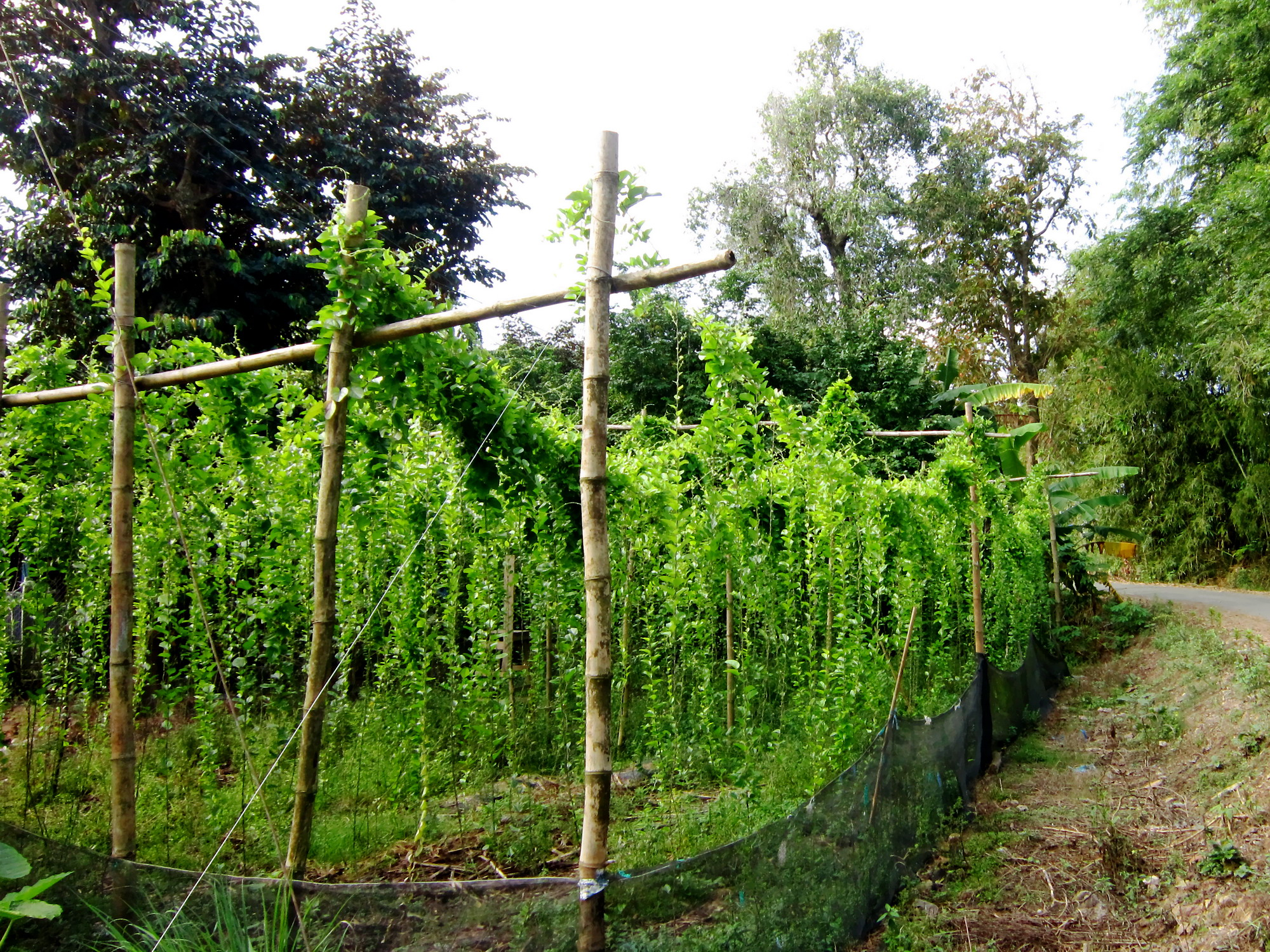
Sương sâm được trồng trên giàn ở Mỹ Hòa, Long Xuyên.
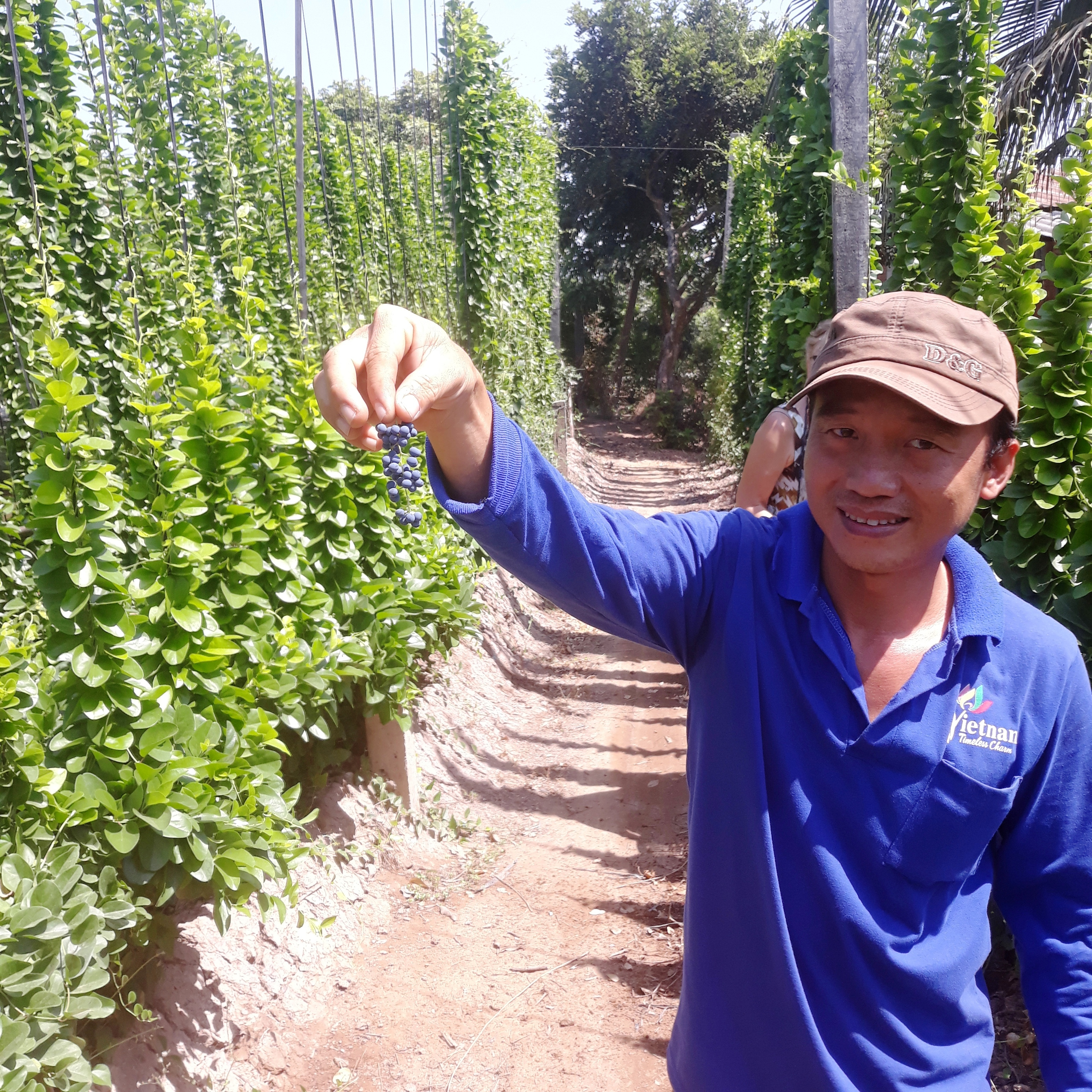
Giàn lá sâm và hạt trồng trên một cồn tại tỉnh Bến Tre.
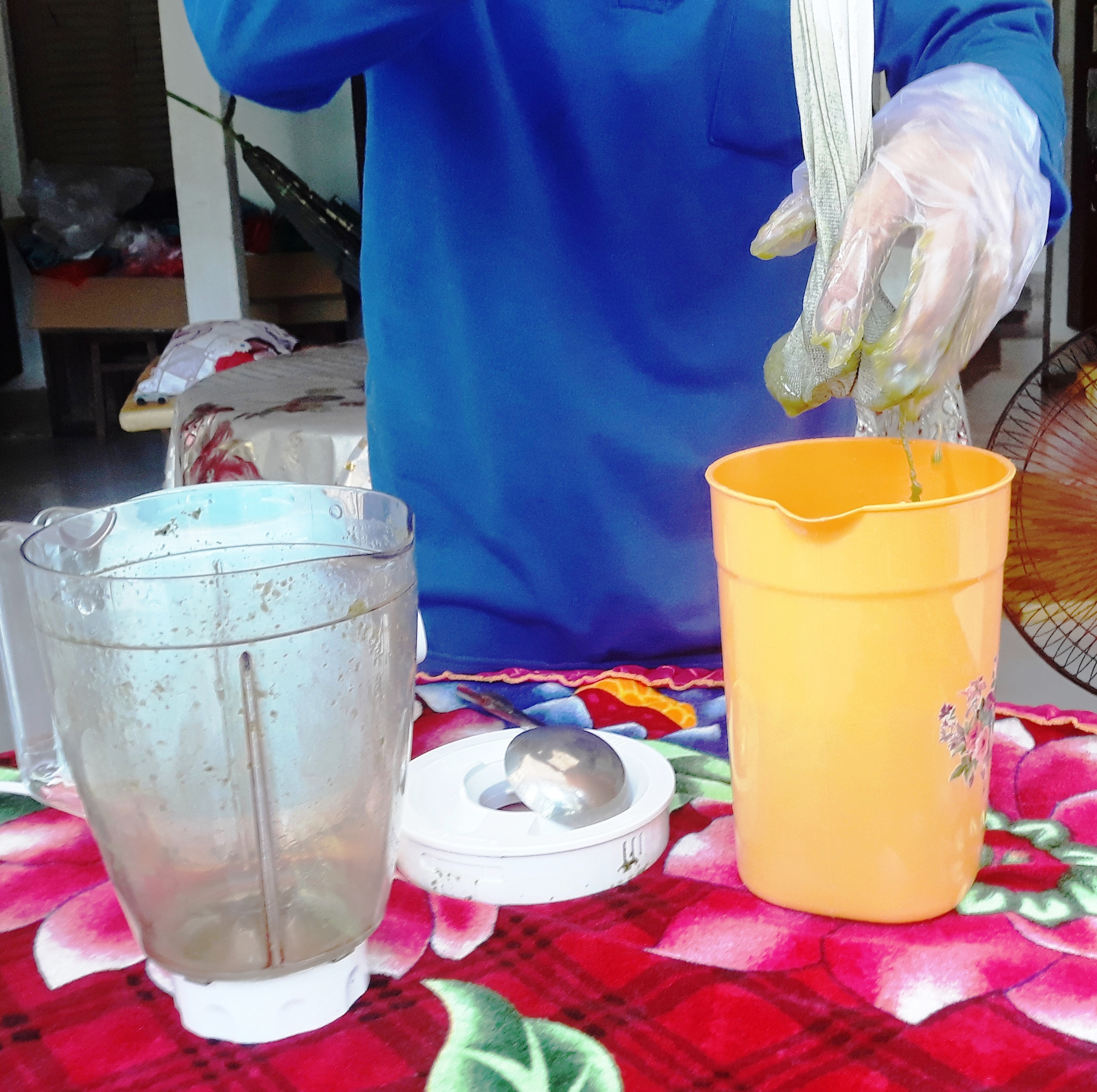
Cách làm sương sâm, 100 gram lá sâm nghiền với 0,5 lít nước, lược ra và đổ ra ly.
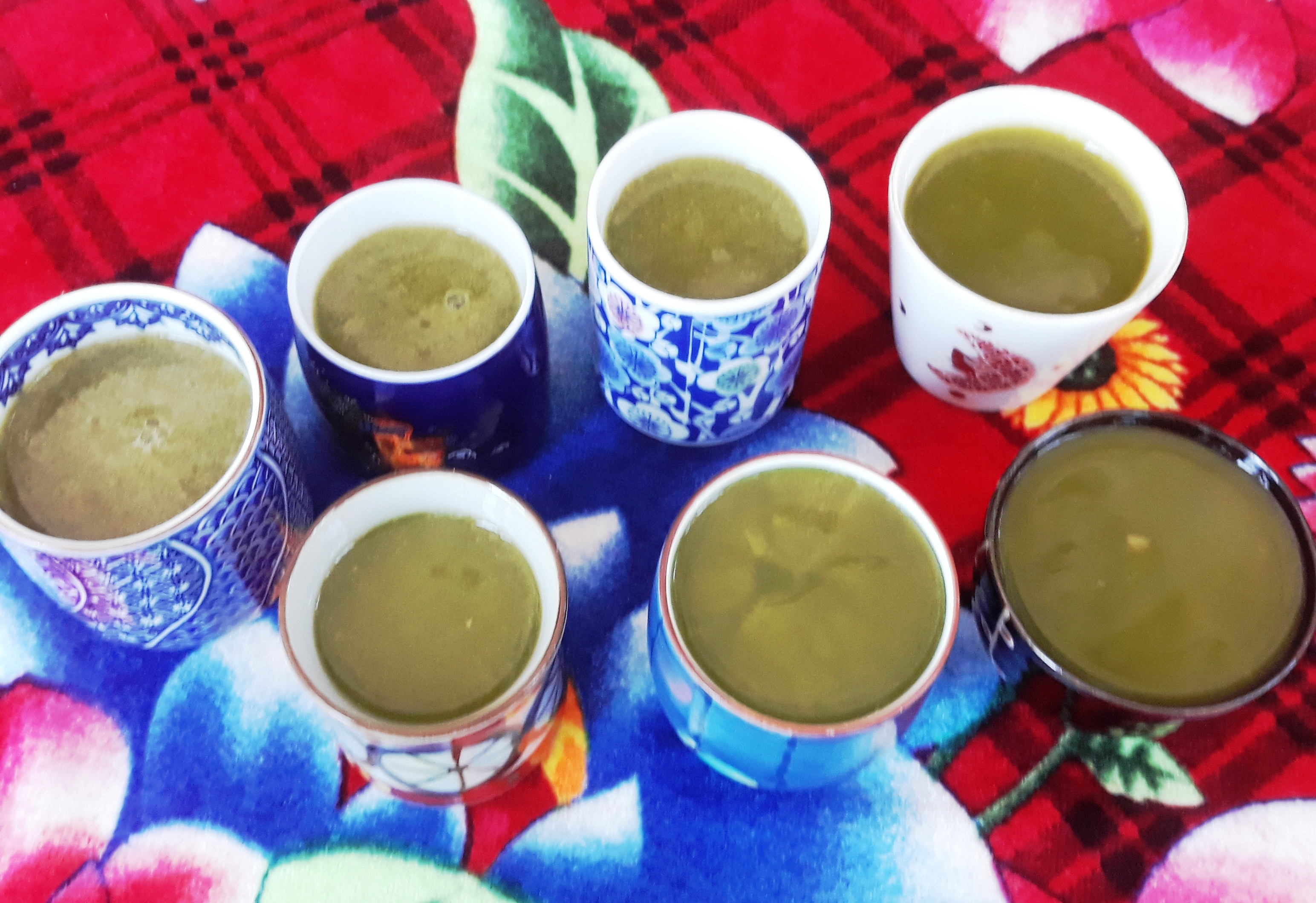
Sau khoảng 20 phút, sương sâm đông lại trong ly.